# Batavska vstaja
Batavska vstaja leta 69-70 je bila vstaja germanskih in keltskih  plemen v rimski provinci Spodnji Germaniji (sodobna južna Nizozemska in severno Porenje) proti Rimskemu cesarstvu. Začeli so jo Batavi, majhno, a vojaško zelo močno germansko pleme, naseljeno v delti Rena. Batavom so je kmalu pridružilo nekaj sosednjih germanskih plemen z rimske in germanske strani Rena in nekaj keltskih plemen iz Belgijske Galije. 
Batavi in njihovi zavezniki so pod vodstvom svojega dednega kneza Gaja Julija Civila, častnika v rimskih pomožnih enotah, uspeli večkrat ponižujoče premagati rimsko vojsko in popolnoma uničiti dve rimski legiji. Civil je spodbudil pleme Kanafenatov, ki je živelo med Batavijci in morjem, da so se dvignili v upor. Pod poveljstvom njihovega vodje Brina in ob sodelovanju Frizijcev preko Rena, so avgusta leta 69 n. št. nepričakovano napadli dve rimski garniziji - III. Galsko konjeniško kohorto v Praetorium Agrippinae (sodobni Vakenburg pri Leidnu) in Lugdunum Batavorum. Vendar je bila meja ob Renu skoraj nebranjena, saj je cesar Vitelij večino vojske poklical v Italijo. S temi enotami je šel v Italijo tudi poveljnik general Mark Hordonij Flak. Sčasoma se je pokazalo, da za vstajo stoji Civil, ki je bil sicer poveljnik ene rimske enote, ki pa je imel razlog za upor tudi maščevanju svojega brata Pavla, ki so ga leto prej usmrtili zaradi obtožbe veleizdaje. Uporniki so zavzeli tudi utrdbo Traiectum (sodobni Utrecht). Na Batavskem otoku so Rimljani nudili resnejši odpor, vendar je med spopadom rimska konjeniška enota, sestavljena iz Tungrijcev (germansko romanizirano pleme, ki je živelo okoli mesta Tongeren) prestopila na stran upornikov Civila. To je bil velik udarec za rimski prestiž. Vojska približno 6500 mož, med katerimi so bili tudi legionarji, je bila poražena. Julij Civil je bil prepričan, da bodo Rimljani priznali njihovo neodvisnost in se ne bodo maščevali. Civil je imel pismo Vespazijana, poveljnika rimskih sil v Judeji, ki se je uprl cesarju Viteliju. V tem pismu je pozval Civila, s katerim se je boril med britanskimi vojnami, naj se upre. Civilu se je na njegov poziv pridružilo osem pomožnih enot rimske vojske, ki so bile rekrutirane iz batavijskih vrst. Konec septembra leta 69 so batavijske sile Civila pričele obleganje utrdbe Vetera (sodobni Xanten), čeprav so njegove enote prisegle zvestobo Vespazijanu. Pri napadu so se mu pridružili germanski plemeni Bructeri in Tencteri. Približno 5000 legionarjev, ki so pripadali že poraženi peti legiji Alaudae in petnajsti legiji Primigenia, je branilo svoj tabor. Tacit omenja prisotnost poveljnika XVI. legije Gallica, kar kaže, da je bil Xanten okrepljen z možmi iz Novaesiumu, današnjega Neussa.
Po začetnih uspehih je mogočna rimska vojska pod poveljstvom generala Kvinta Petilija Kerijala uspela premagati upornike. Sledila so mirovna pogajanja, katerih splošni dogovori niso znani. Batavijci so morali obnoviti svoje zavezništvo z Rimom in mu dati na razpolago še osem pomožnih konjeniških enot. Batavijsko prestolnico Noviomagus (sodobni Nijmegen) so Rimljani porušili in prebivalcem ukazali, naj zgradijo novo nekaj kilometrov po reki navzdol na mestu, ki je bilo težko branljivo. V njegovi bližini so nastanili X. legijo Gemina, ki je varovala mir v regiji.